# فيليب برات
فيليب برات (بالإنجليزية: Philip Pratt)‏ هو محامي وقاضي أمريكي، ولد في 14 يوليو 1924 في بونتياك في الولايات المتحدة، وتوفي في 7 فبراير 1989 في بلومفيلد هيلز في الولايات المتحدة.